# Station Chełm Cementownia
Station Chełm Cementownia is een spoorwegstation in de Poolse plaats Chełm.